# Hugo Gårde
Hugo Evald Ragnar Gårde, född 31 januari 1889 i Stockholm, död 19 februari 1952 i Bromma, var en svensk industriman.
Hugo Gårde var son till tulltjänstemannen Johan Evald Andersson. Efter mogenhetsexamen i Stockholm 1907 utexaminerade han från Tekniska högskolans avdelning för bergsvetenskap 1912. Han var biträdande gruvmätare vid Luossavaara-Kiirunavaara Aktiebolag i Malmberget 1913–1914, biträdande gruvingenjör där 1914–1918, andre gruvingenjör 1918–1935 och förste gruvingenjör 1936 samt var från 1937 disponent vid samma gruvbolags förvaltning i Malmberget. Gårde utgav några gruvtekniska skrifter och gjorde i studiesyfte flera utländska resor. Som ledamot av en studiedelegation undersökte han järnmalmerna i Chile 1928. Gårde innehade ett flertal uppdrag inom Gällivare landskommun och var bland annat ordförande i Malmbergets municipalstyrelse från 1940.